# American Medical Association
American Medical Association (AMA) je strokovno združenje in lobistična skupina zdravnikov in študentov medicine. Ustanovljeno je bilo leta 1847 in ima sedež v Chicagu v Illinoisu. Leta 2022 je imelo združenje 271.660 članov.
Poslanstvo AMA je »spodbujati umetnost in znanost medicine ter izboljšati javno zdravje.« Združenje izdaja revijo Journal of the American Medical Association (JAMA). AMA objavlja tudi seznam kod medicinskih specialnosti, ki so standardna metoda v ZDA za identifikacijo zdravnikov in specialnosti.
American Medical Association poleg Nadzornega odbora (Board of trustees) vodi zbor delegatov (House of Delegates)  in upravni odbor. Organizacija skrbi za Kodeks medicinske etike AMA in AMA Physician Masterfile, ki vsebuje podatke o zdravnikih Združenih držav.